# Dakinova–Westova reakce
Dakinova–Westova reakce je chemická reakce přeměňující aminokyseliny na amidy ketokyselin pomocí acylanhydridů a zásad, jako je pyridin.
Objevili ji Henry Drysdale Dakin a Randolph West roku 1928. V roce 2016 byla popsána její první asymetrická varianta, využívající jako katalyzátory krátké oligopeptidy.
Při použití pyridinu jako zásady i rozpouštědla je nutné refluxování, po přidání 4-dimethylaminopyridinu jako katalyzátoru lze ale reakci provést i za pokojové teploty.
V některých případech lze tuto reakci provést i při navázání aminové skupiny v jiné poloze než α.

## Mechanismus
Dakinova–Westova reakce začíná acylací a aktivací kyseliny 1 za vzniku smíšeného anhydridu 3, který cyklizační reakcí s amidem, sloužícím jako nukleofil, vytvoří oxazolon 4. Deprotonací a acylací oxazolonu se vytvoří nová vazba uhlík–uhlík. Následné otevírání kruhu sloučeniny 6 a dekarboxylace vedou ke konečnému ketoamidovému produktu.

## Využití k přípravě ketonů
Moderní varianty Dakinovy–Westovy reakce umožňují zpracovávat mnoho enolizovatelných karboxylových kyselin – ne jenom aminokyseliny – a přeměnit je na odpovídající methylketony. Jako příklad může sloužit tvorba β-arylketonů z β-arylkarboxylových kyselin pomocí roztoků kyselin v acetanhydridu za přítomnosti N-methylimidazolu; při těchto reakcích se vytváří acetylimidazoliové ionty, sloužící jako silná kationtová acetylační činidla.